# Vattenförorening

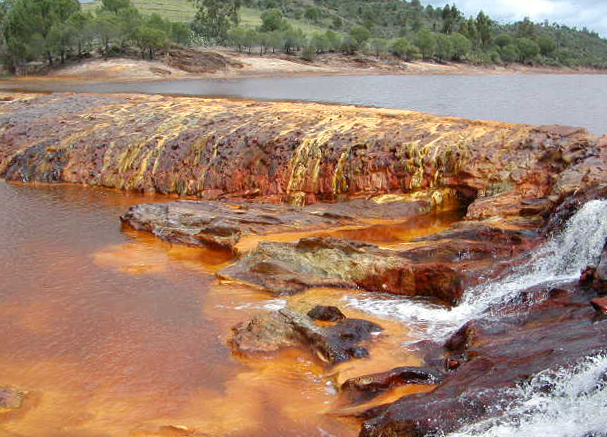
Höga halter järn ger vattnet en orange färg.

Vattenförorening är orenheter och ämnen som inte naturligt hör hemma i vattnet utan kommit dit på grund av mänsklig aktivitet. Förorenat vatten försämrar möjligheterna för människor, organismer och ekosystem att tillfredsställa sina vattenbehov. Utsläpp av förorenande ämnen påverkar allt ifrån människor till organismer och ekosystem.

## Typer av föroreningar
Nedfall av kväveoxider och ammoniak leder till försurning och övergödning av mark och vatten. Den största delen av detta nedfall kommer till Sverige från andra länder med hjälp av vinden. Kvävehalten i regnet har minskat under de senaste åren, men eftersom regnet samtidigt ökar finns det ingen tydlig minskning av nedfallet av kväve. Ammoniak transporteras endast korta sträckor medan kväveoxider kan färdas hundratals mil.
Stora producenter av föroreningar kommer från personbilar, lastbilar, arbetsmaskiner, produktion av el och värme för bostäder åt befolkningen, lokaler och industrier. 
Metaller och organiska miljögifter kommer från många aktiviteter i samhället. En hel del miljögifter kommer ut i vatten genom de kommunala avloppsnäten. Dagens reningsverk har effektiv rening av övergödande ämnen i avloppsvattnet, men de är inte byggda för att ta hand om hela mängden av föroreningar från dagens samhälle.

## Försurning
En skadlig påverkan på sjöar, mark och skog genom tillförsel av försurande ämnen. Orsaken till försurningar är främst utsläpp av svavel- och väteföreningar från industriprocessen och fordonstrafik.
Vid förbränning av fossila bränslen släpps svaveldioxid och kväveoxider ut. En del av dessa omvandlas i atmosfären till syror, som löser sig i molnvattendroppar och följer nederbörden till mark och vatten. Denna nederbörd är då sur, men till en början kan vätekarbonatet i sjön neutralisera försurningen och hålla det normala pH-värdet som ligger runt 7. Men efter hand förbrukas förrådet av vätekarbonat och sjöns förmåga att neutralisera syratillskottet minskar. När sjöns förråd av vätekarbonatjoner är slut stabiliseras pH-värdet kring 4,5.
Ett tecken för att se försurningar är att fiskar dör i mängder samtidigt. Försurning i Sverige sågs först på 60-talet i Bohuslän och Blekinge, som rapporterade om fiskdöd.

## Övergödning
Växter behöver många olika slags näringsämnen för att leva och växa som till exempel kväve och fosfor. Dessa två fungerar som gödningsmedel. När man pratar om övergödning menar man att mer kväve och fosfor kommer ner i ett vattendrag än vad som är ”naturligt”. Övergödning gör att sjöar växer igen fortare och kan också leda till massutveckling av giftiga planktonalger. 
Konstgödning och stallgödsel innehåller kväve och fosfor. Detta sprids på åkermark för att växter och grödor ska växa bättre. När ett vattendrag går igenom jordbruksmark kan det läcka ut näring från åkrarna till vatten som då blir förorenat. 
Gödningsmedlet gör så att alger växer snabbare. När de har växt klart och sedan dör faller de ner till botten. Då tar nedbrytarna hand om dem och börjar bryta ner dem, vilket är en helt naturlig process. Nedbrytningsprocessen förbrukar syre. När det är gott om alger och växter i vattnet blir det syrebrist i vattnet när mycket döda växter ska brytas ner på en gång och då dör många småkryp och fiskar.

## DDT och PCB
DDT (diklordifenyltrikloretan) är ett insektgift som sen 1970 varit förbjudet i Sverige på grund av dess långa nedbrytningstid och orsakar fortfarande många dödsfall hos fiskar.
PCB (polyklorerade bifenyler) är ett annat miljögiftigt ämne. Nyanvändning av PCB är förbjudet sedan länge. Ämnet finns dock fortfarande kvar i byggnader och produkter. PCB orsakar nedsatt fortplantningsförmåga och sämre motståndskraft mot sjukdomar.